# Ošarka

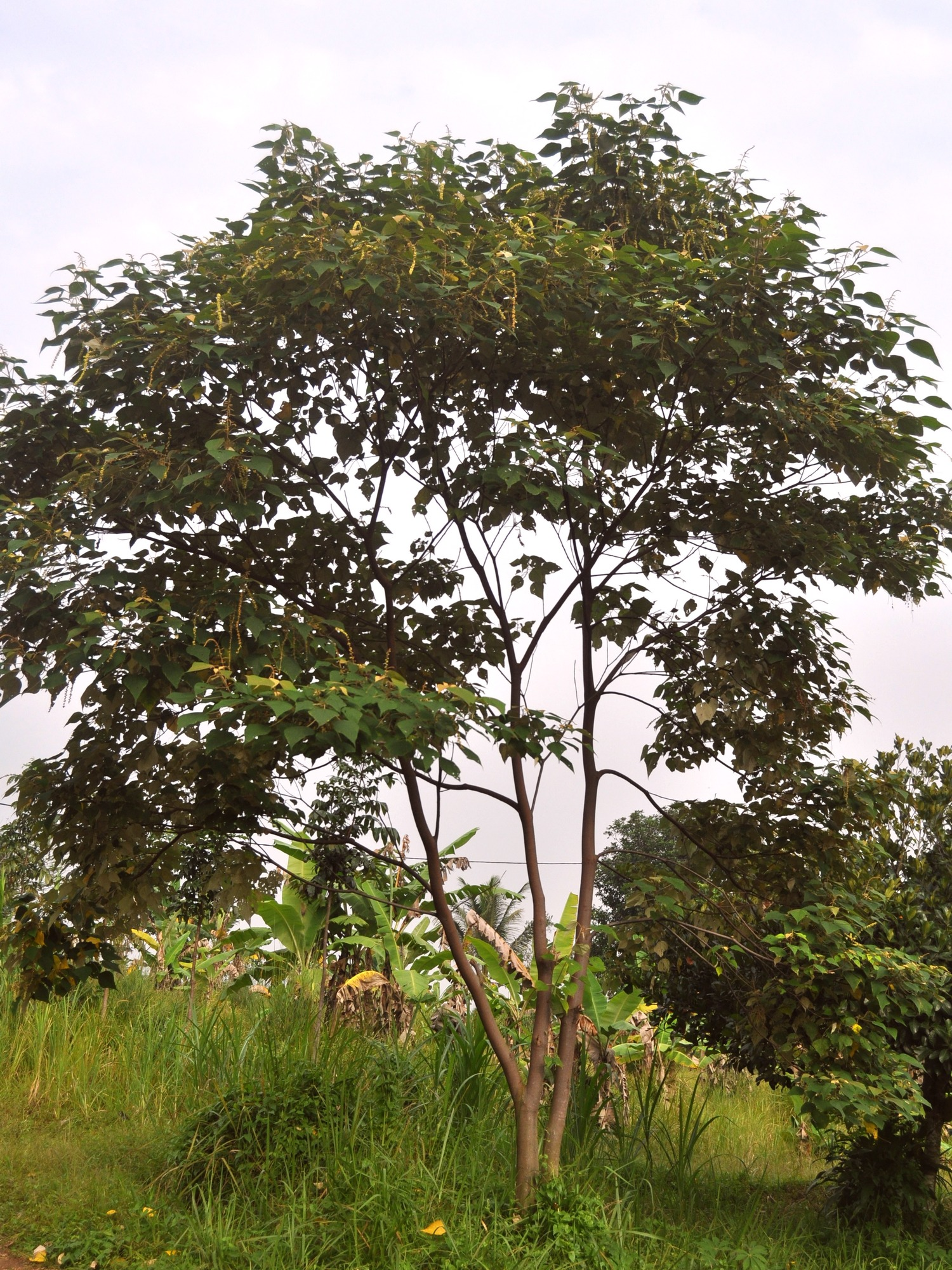
Mallotus paniculatus

Ošarka (Mallotus) je rod rostlin z čeledi pryšcovité. Jsou to dvoudomé dřeviny s jednoduchými listy a drobnými bezkorunnými květy v květenstvích různých typů. Plodem je tobolka. Rod zahrnuje téměř 120 druhů a je rozšířen v tropech a subtropech Starého světa. Nejvíce druhů roste v Malajsii. Mallotus philippensis i celá řada dalších druhů je využívána v tradiční asijské medicíně. Některé stromovité druhy jsou těženy pro dřevo. Z plodů M. philippensis se získává červené barvivo kamala.

## Popis
Ošarky jsou převážně dvoudomé keře, stromy a dřevnaté liány. Odění se může skládat z jednoduchých, hvězdovitých nebo žláznatých, šupinovitých chlupů.
Listy jsou jednoduché a dosti různorodé. Mohou být střídavé nebo vstřícné, celistvé nebo dlanitě laločnaté, celokrajné nebo zubaté, někdy štítnaté. Na líci čepele bývají žlázky s nektarem, rub je často žláznatě šupinkatý. Palisty mohou být vytrvalé, opadavé nebo zakrnělé. Květenství jsou úžlabní nebo vrcholová, zpravidla jednopohlavná, a mají různou podobu od klasu, hroznu, laty a klubka až po okolík. Květy jsou bezkorunné, stopkaté. Samčí květy jsou uspořádané po 1 až 15 v paždí listenu, s troj až pětičetným kalichem. Obsahují větší počet (15 až 130) tyčinek s volnými nebo srostlými nitkami. Samičí květy jsou jednotlivé a mají tří až šestičetný, přinejmenším na bázi srostlý kalich. Někdy je kalich miskovitý nebo toulcovitý. Semeník obsahuje zpravidla 2 až 3 komůrky (řidčeji jen jednu nebo naopak větší počet), v nichž je po 1 vajíčku. Čnělky jsou volné. Plodem je hladká nebo měkce ostnitá, zpravidla trojčetná tobolka, někdy připomínající peckovici. Semena jsou kulovitá až vejcovitá, hladká, u některých druhů s míškem.

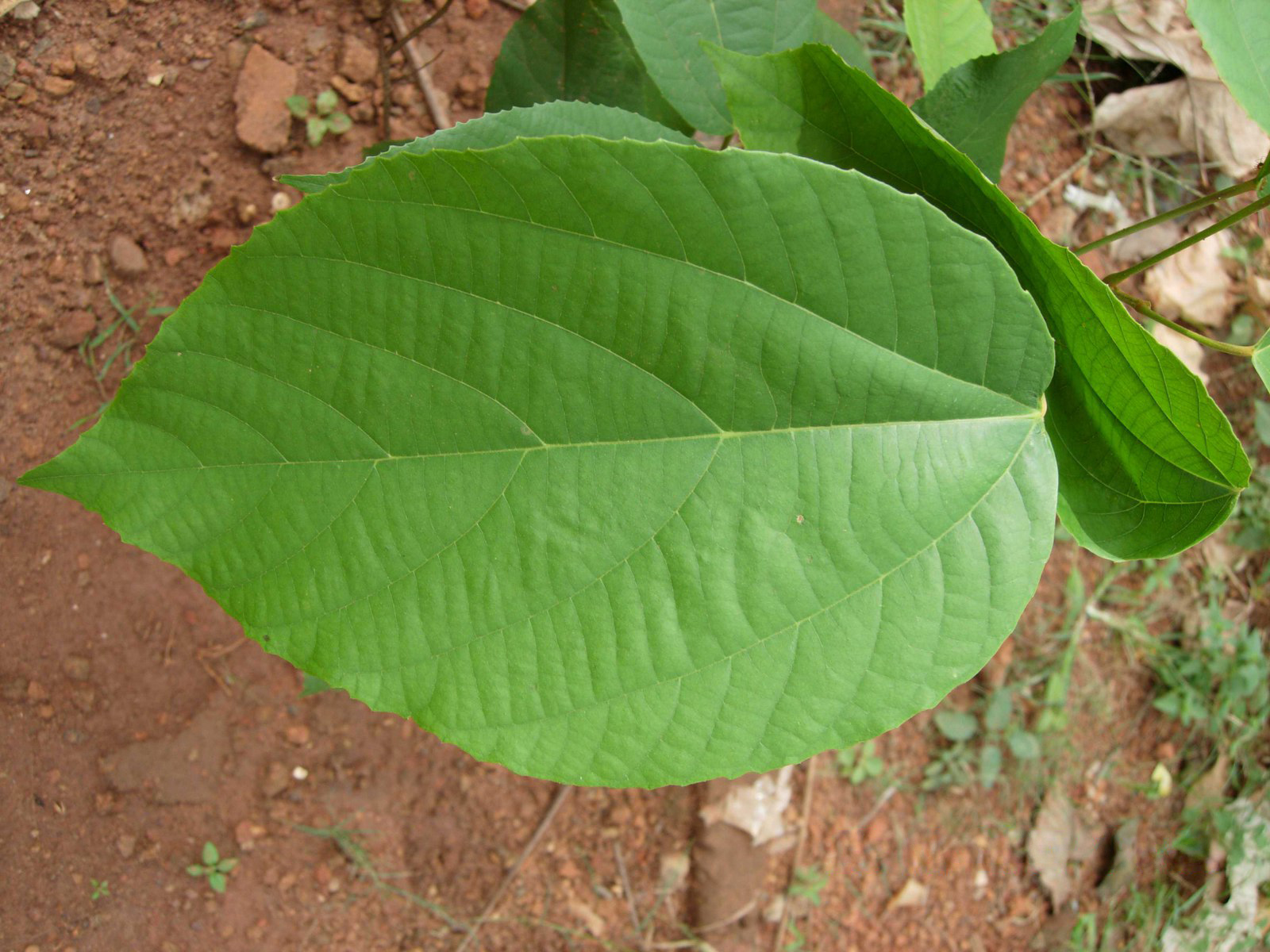
List Mallotus philippensis
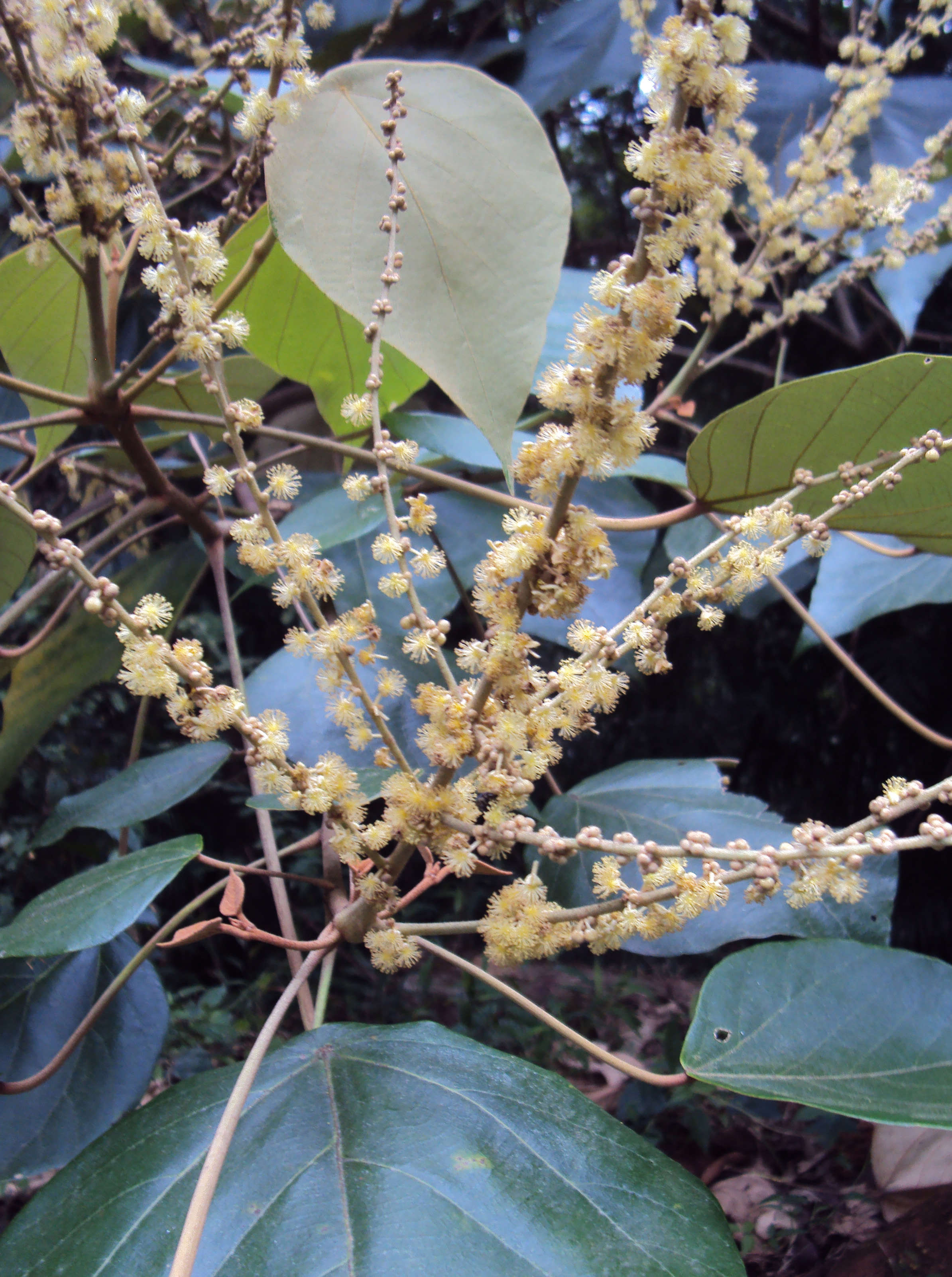
Květenství Mallotus tetracoccus
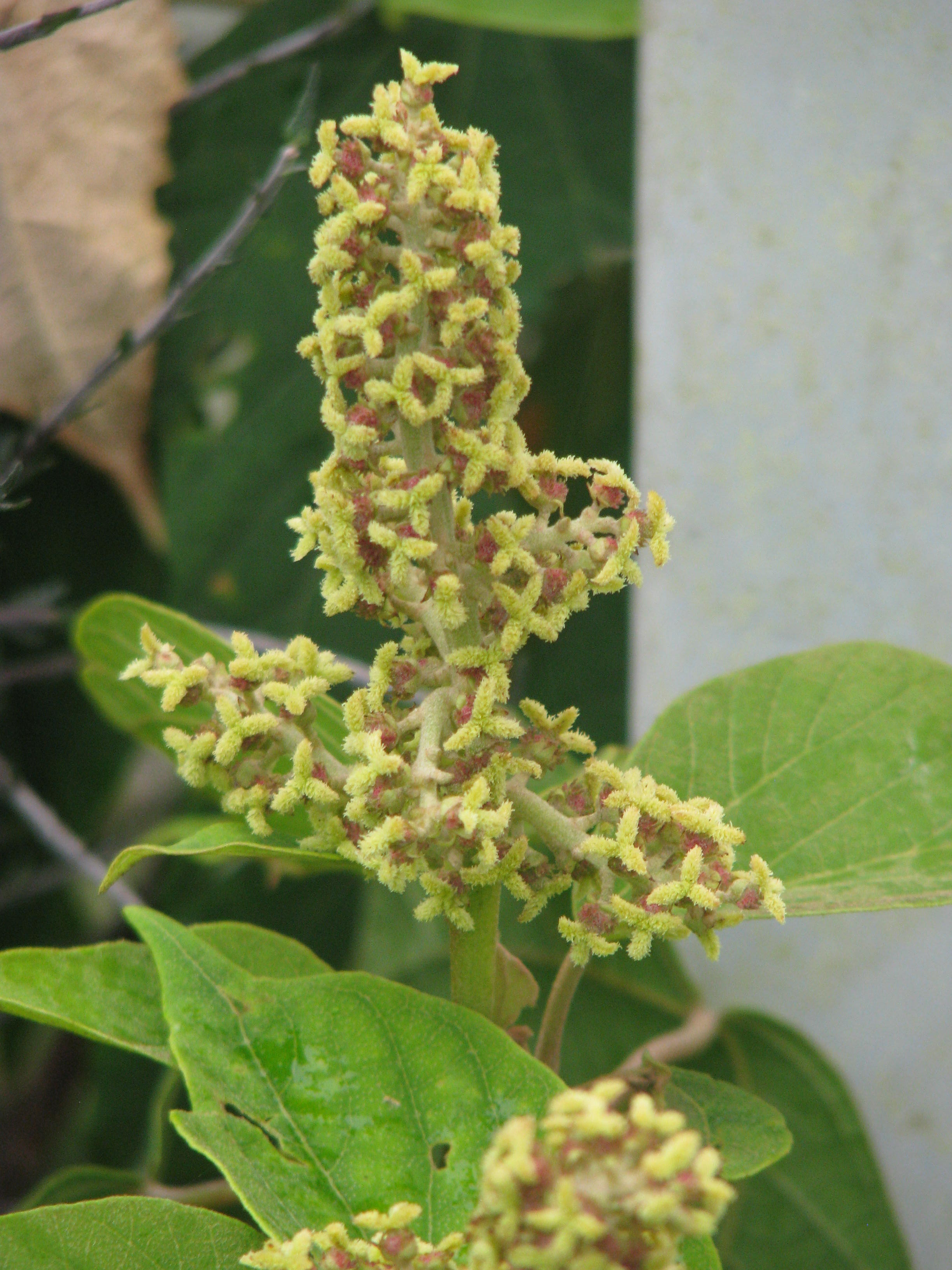
Samičí květenství ošarky japonské
Samčí květenství ošarky japonské
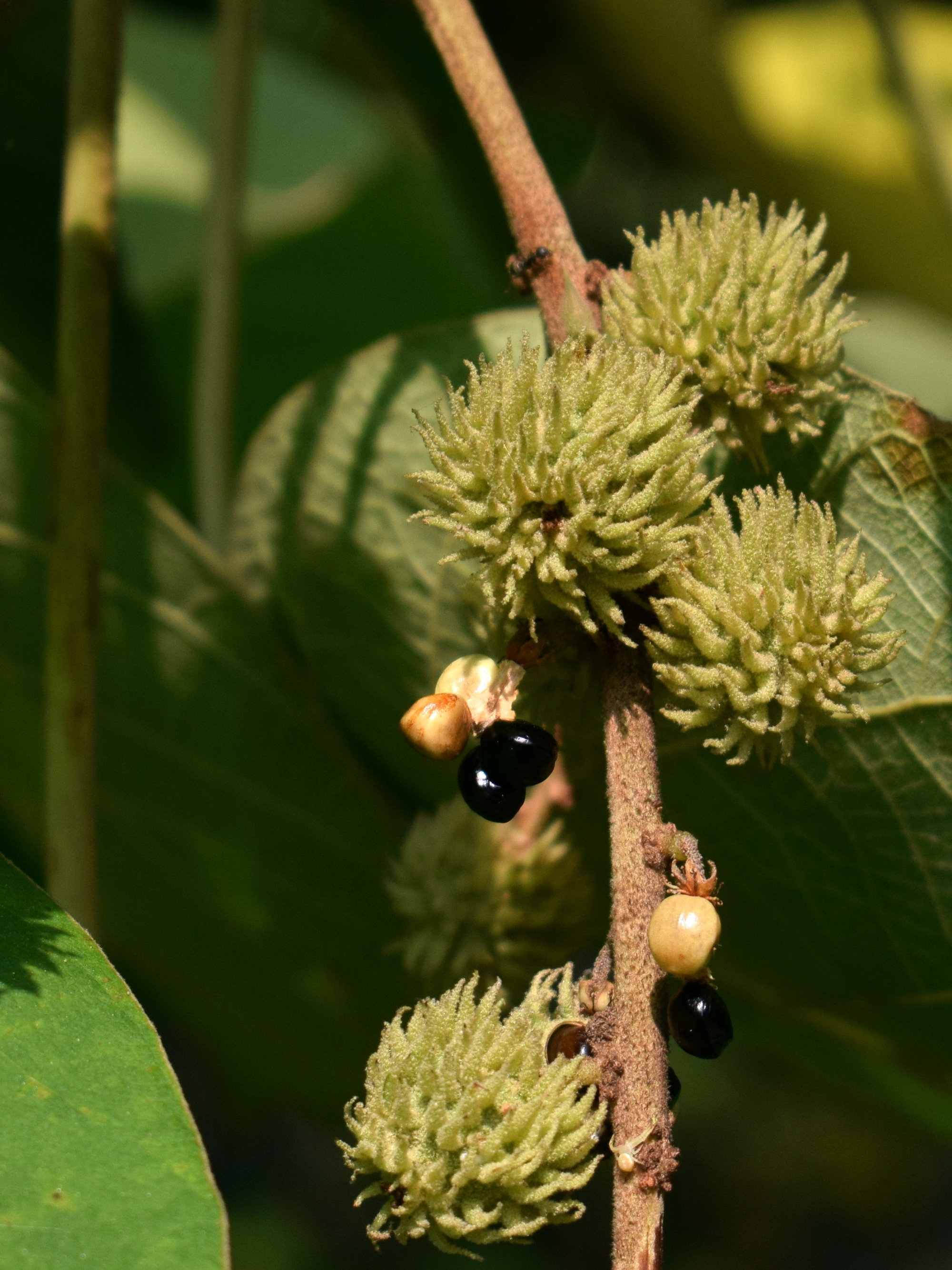
Měkce ostnité plody Mallotus mollissimus

## Rozšíření
Rod ošarka zahrnuje asi 118 druhů. Je rozšířen v tropech Starého světa od subsaharské Afriky a Madagaskaru přes jižní Asii, Čínu, Indočínu a jihovýchodní Asii po Austrálii a ostrovy Tichomoří na východ až po Fidži. Centrum druhové diverzity je na Malajském poloostrově. V Africe se vyskytují pouze 2 druhy, Mallotus oppositifolius a M. subulatus, z nichž první zasahuje i na Madagaskar.
Rostliny rostou v nejrůznějších biotopech od podrostu tropických deštných lesů přes bažinaté po montánní lesy. Často se vyskytují v sekundární vegetaci a na narušených místech. Ošarka japonská (Mallotus japonicus), rozšířená v Japonsku, Koreji a východní Číně, zasahuje jako jediný druh rodu do teplých oblastí mírného pásu. V Himálaji vystupují některé druhy (Mallotus nepalensis, M. oreophilus) do nadmořských výšek okolo 2000 až 2500 metrů.

## Ekologické interakce
Většina druhů je zřejmě opylována hmyzem.
Samčí květy pionýrské dřeviny Mallotus paniculatus jsou navštěvovány včelami sbírajícími pyl. Protože samičí květy tyto včely nenavštěvují, je u tohoto druhu předpokládáno převládající opylování větrem.
Na rostlinách rodu ošarka se živí housenky různých druhů denních motýlů z čeledi modráskovití (Megisba malaya, Mahathala ameria, Spindasis kuyaniana) a babočkovití (Euthalia formosana, E. monina, E. thibetana, Tanaecia iapis) a celé řady můr.
 Na listech ošarek bývají nektáriové žlázky (extraflorální nektária) produkující sladký nektar. Ten vyhledávají mravenci, kteří rostlinu na oplátku chrání před herbivory.

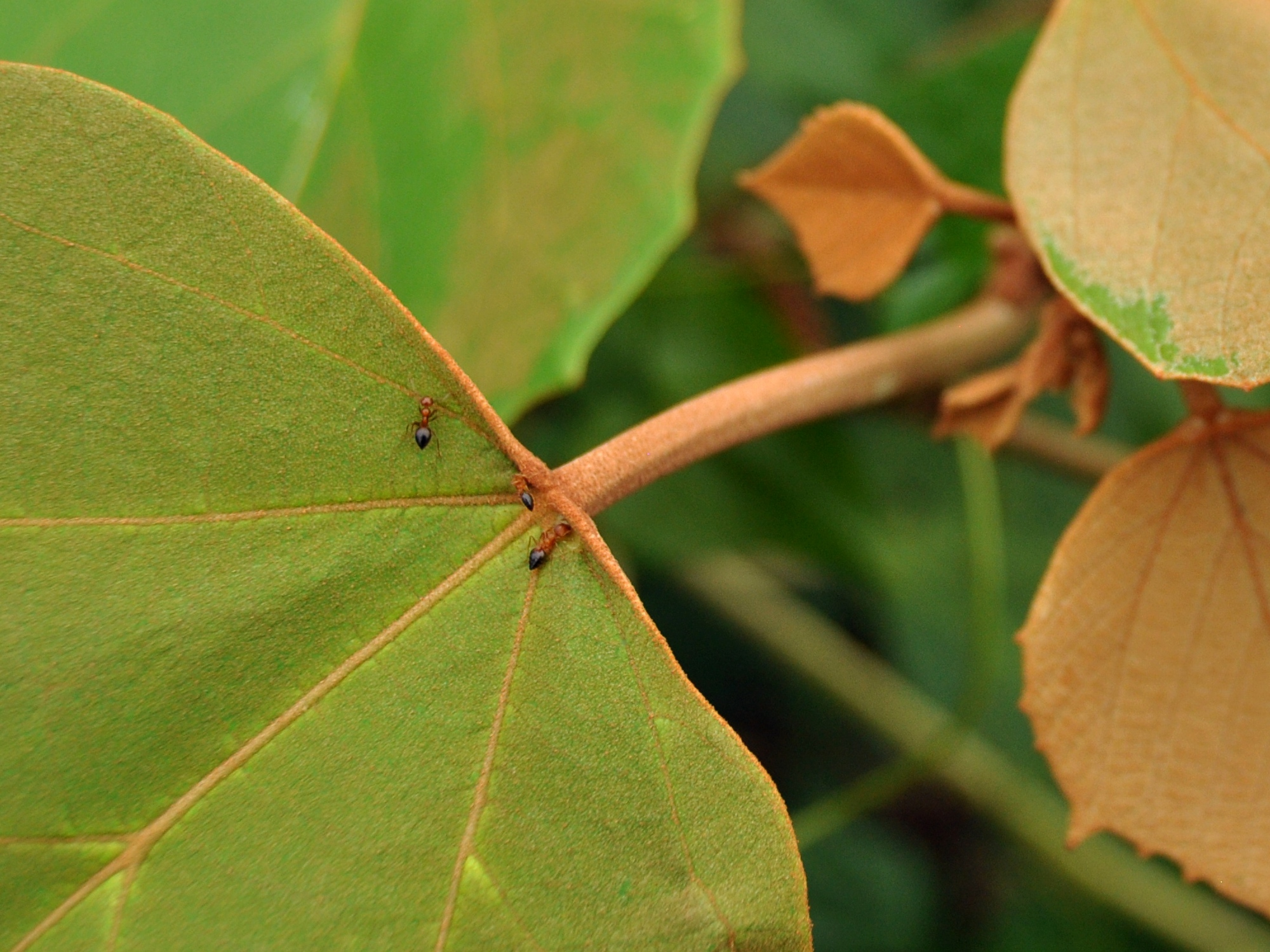
Báze listu Mallotus macrostachyus s mravenci hodujícími na nektáriových žlázkách
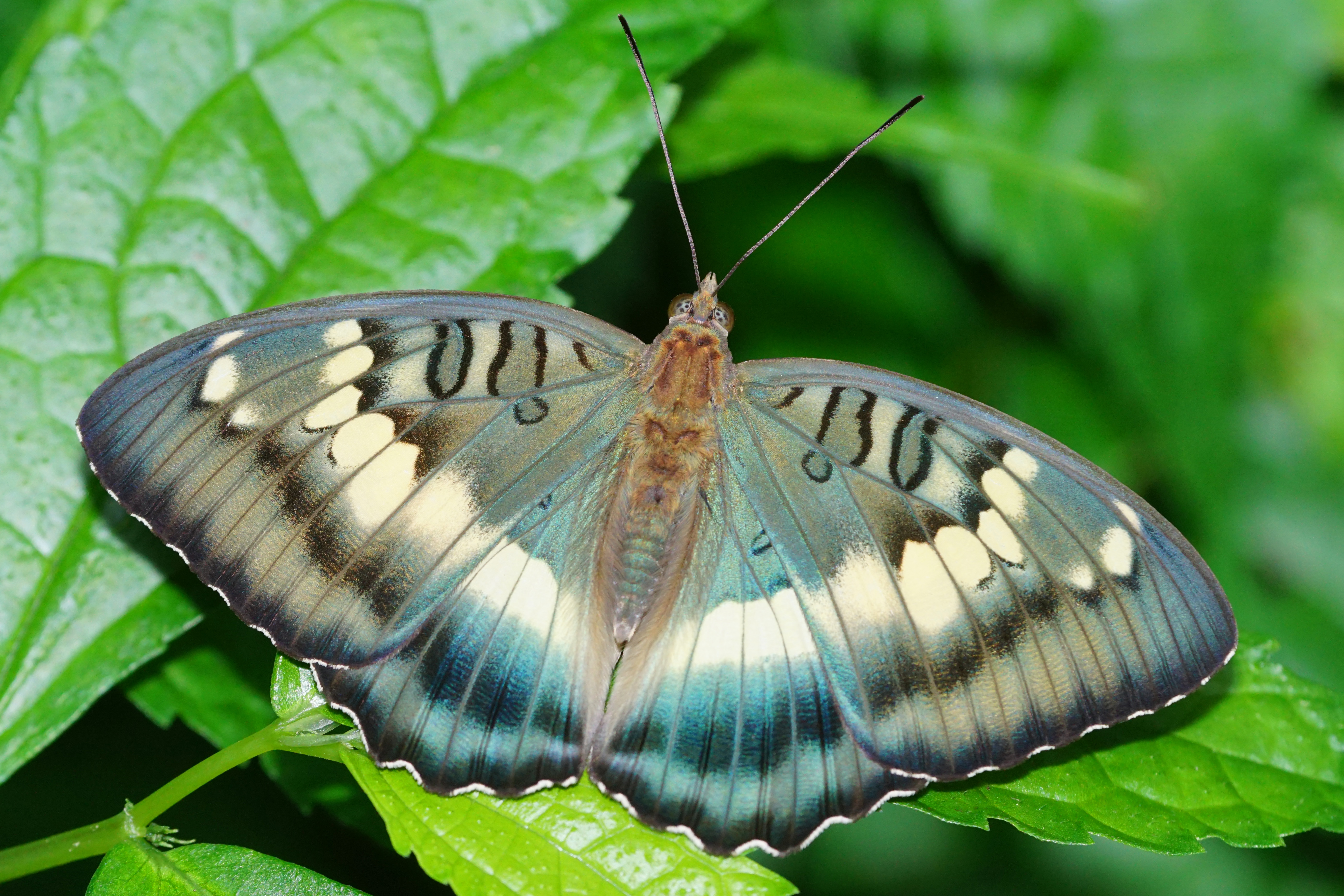
Babočka Euthalia formosana
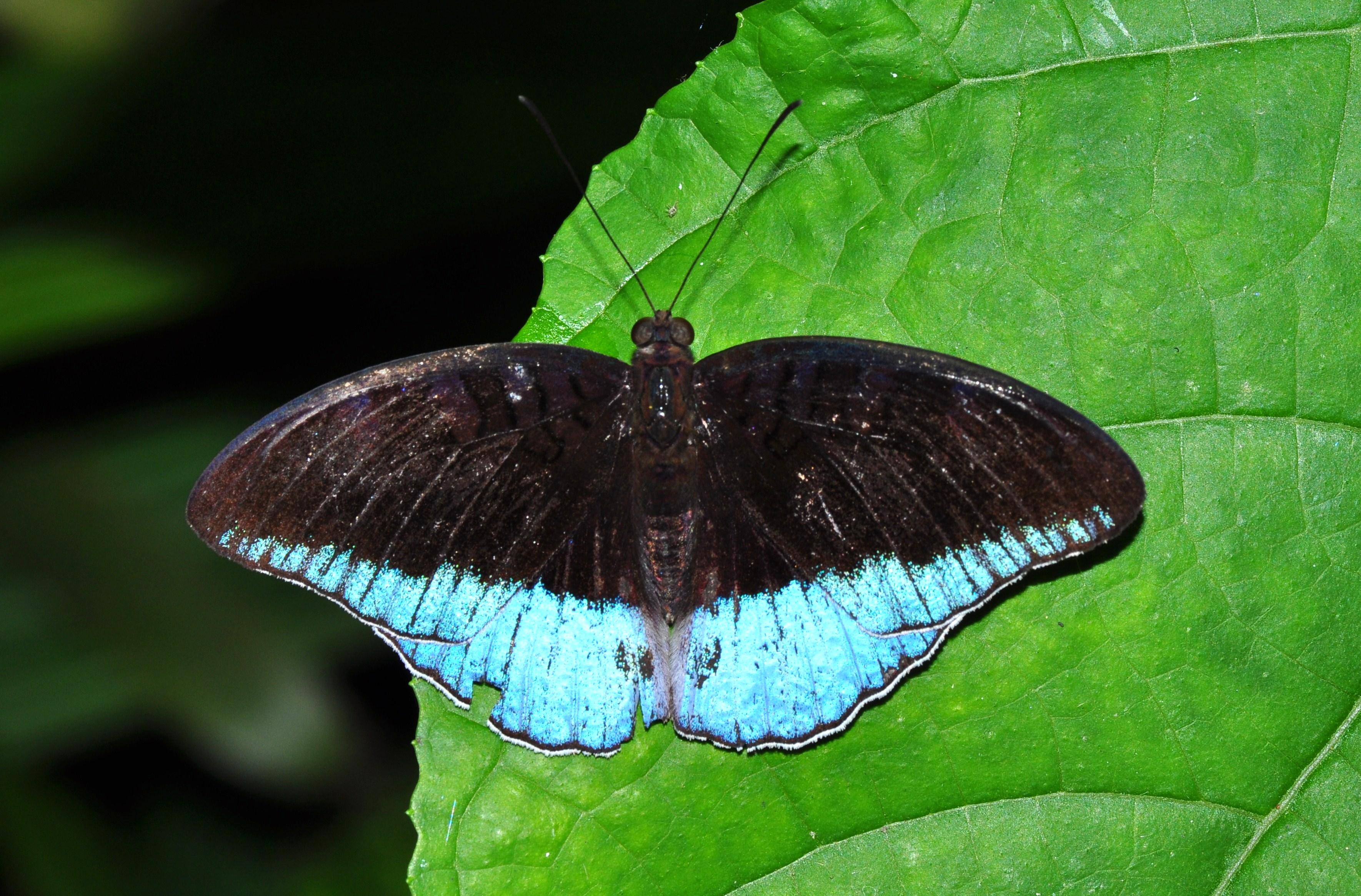
Babočka Tanaecia iapis
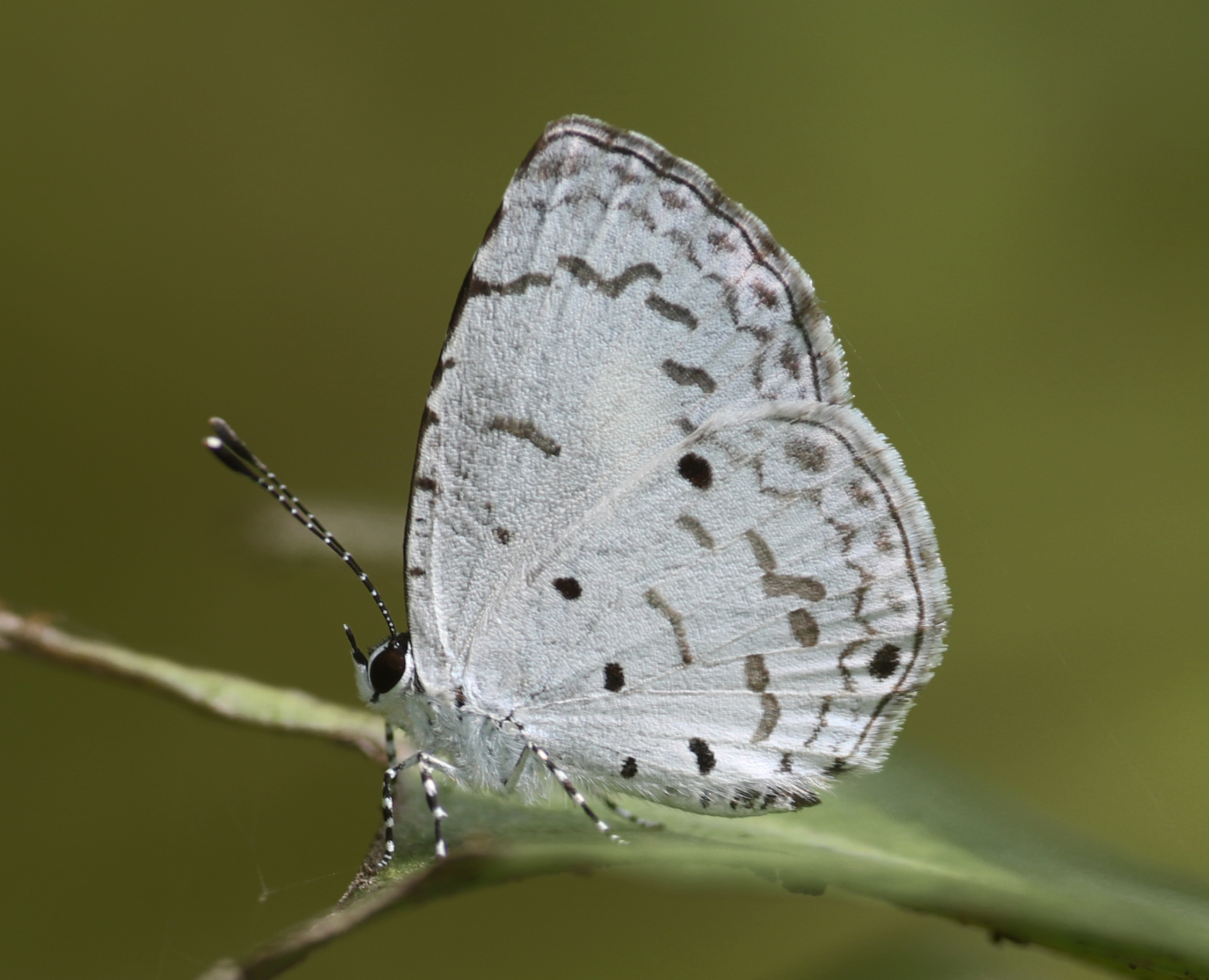
Modráskovitý motýl Megisba malaya

## Obsahové látky
Ošarky obsahují různé biologicky účinné látky, jako jsou alkaloidy, kumariny, terpenoidní a fenolické látky. U ošarky japonské byl zjištěn obsah geraniinu a kyseliny mallotusinové.
Z druhu Mallotus repandus byl izolován alkaloid mallorepin, z Mallotus apelta malloapeltin. Mallotus anomalus obsahuje mallotusin a isomallotusin s cytotoxickými účinky.
Hlavním pigmentem, obsaženým v barvivě kamala z oplodí Mallotus philippensis, je derivát floroglucinolu rottlerin (mallotoxin). Dále jsou obsaženy příbuzné látky isorottlerin a iso-allorottlerin (červené barvivo), methylen-bis-methylfloroacetofenon (žluté barvivo) a pryskyřice.

Strukturní vzorec rottlerinu

## Taxonomie
Rod Mallotus je v rámci čeledi Euphorbiaceae řazen do podčeledi Acalyphoideae a tribu Acalypheae.
Nejblíže příbuzným rodem je podle výsledků molekulárních studií rod Macaranga (asi 305 druhů v tropech Starého světa). Oba rody jsou si značně podobné, jediným stabilním rozlišovacím znakem je počet pylových váčků v prašnících tyčinek (3 nebo 4 u rodu Macaranga, 2 u rodu Mallotus). Mallotus se dále odlišuje přítomností hvězdovitých chlupů v odění, větším počtem tyčinek v samčích květech a hroznovitými květenstvími oproti latovitým květenstvím u rodu Macaranga. Mnoho druhů Mallotus má také vstřícné listy.
Na základě fylogenetických studií byly do rodu Mallotus vřazeny rody Trewia, Octospermum, Neotrewia a Cocceceras, neboť tvoří vývojové větve uvnitř vývojového stromu rodu Mallotus a činí jej tak parafyletickým.

## Zástupci
- ošarka japonská (Mallotus japonicus)[14]

## Význam
Dřevo různých druhů ošarek je měkké až středně tvrdé, lehké až těžké. Jádrové dřevo bývá slámově žluté a není jasně oddělené od okrajové běli. V Malajsii se těží a obchoduje pod názvem balek angin. Je snadno opracovatelné, není však odolné vůči povětrnostním vlivům. Používá se do vnitřních prostor na obložení, podlahy, nábytek a podobně. Vyrábějí se z něj také sandály, bedny a držadla k nástrojům. V jihovýchodní Asii se těží zejména druhy Mallotus leucodermis, Mallotus miquelianus, Mallotus muticus a Mallotus wrayi. Barvivo kamala, získávané z oplodí sušených plodů Mallotus philippensis, známého jako kampillaka, bylo v Indii v 16. a 17. století jedním z nejvíce ceněných červených barviv k barvení hedvábí, vlny a mušelínu. V současnosti se používá zejména v potravinářství k barvení nápojů a pokrmů.
Četné druhy ošarek jsou využívány v tradiční a domorodé medicíně. Rozsáhlé využití v Asii má zejména druh Mallotus philippensis. Rostlinu využívá i indická tradiční medicína (Ájurvéda, Unani, Siddha). Ochlupení plodů má projímavý a adstringentní účinek a působí proti střevním parazitům. Používá se také na svrab a herpes. Proti střevním parazitům slouží také odvar z květů a semen. Plody snižují hladinu cukru v krvi, mají protikřečový a antibakteriální účinek a používají se při ošetřování lepry. Odvar z kůry se používá při bolestech břicha a spolu s dalšími léčivkami při žloutence. Kořeny se podávají těhotným ženám a při rekonvalescenci po porodu, čerstvá šťáva jako ušní kapky při bolestech ucha. Odvar z listů se používá na bolesti kloubů, revmatickou artritidu, záněty a osteoporózu a vnitřně při průjmech. Rostlina má využití i ve veterinární medicíně.
Mezi další lékařsky využívané druhy náleží zejména Mallotus atrovirens (Indie, na kožní choroby a k desinfekci), Mallotus barbatus (trop. Asie, proti nadýmání), Mallotus floribundus (trop. Asie, odvar z kořenů k ošetřování po porodu a při vysokých horečkách), Mallotus leucocarpus (Assam a Myanmar, odvar z kořenů při žaludečních problémech), Mallotus leucodermis (Thajsko a jv. Asie, nálev z mladých listů při gastritidě), Mallotus macrostachyus (Thajsko a jv. Asie, nálev z listů na zranění a opařeniny), Mallotus miquelianus (Thajsko a jv. Asie, šťáva z listů při bolesti ucha), Mallotus montanus (Thajsko a Malajský poloostrov, na ekzémy), Mallotus nudiflorus (trop. Asie, odvar z plodů v oleji na vředy, pupínky a svědění, odvar z kořenů zevně při revmatismu, odvar z kůry při bolestech žaludku), Mallotus oppositifolius (trop. Afrika a Madagaskar, listy a kůra při úplavici a proti tasemnicím, listy a plody při úplavici), Mallotus pallidus (Thajsko, emetikum), Mallotus paniculatus (trop. a subtrop. Asie a Austrálie, odvar z kořenů při ošetřování po porodu, odvar z listů na čištění ran), Mallotus peltatus (trop. Asie, syrové listy při bolestech břicha, pasta z listů při masážích jako svalové relaxans), Mallotus repandus (trop. Asie a sv. Austrálie, listy jako adstringens), Mallotus resinosus (trop. Asie a sv. Austrálie, listy jako adstringens, při bolestech břicha a při zánětech), Mallotus roxburghianus (Nepál, j. Čína a Myanmar, odvar z listů při cukrovce, odvar z listů a kůry spolu s Alstonia scholaris při vysokém krevním tlaku), Mallotus tetracoccus (trop. kontinentální Asie, pasta z plodů na zranění).
Látky izolované z Mallotus macrostachyus (makrostacholidy A a B) zabíjejí buňky některých typů rakoviny a mají potenciál při léčení nádorů.
Sladká dužnina plodů Mallotus nudiflorus, rozšířeného v tropické Asii, je jedlá.
U extraktu z kůry Mallotus mollissimus byla prokázána aktivita proti herpetickým virům.
Jako okrasné dřeviny se ošarky téměř nepěstují. Odolná ošarka japonská je vysazena jako sbírková dřevina v Alpínu Průhonického parku.

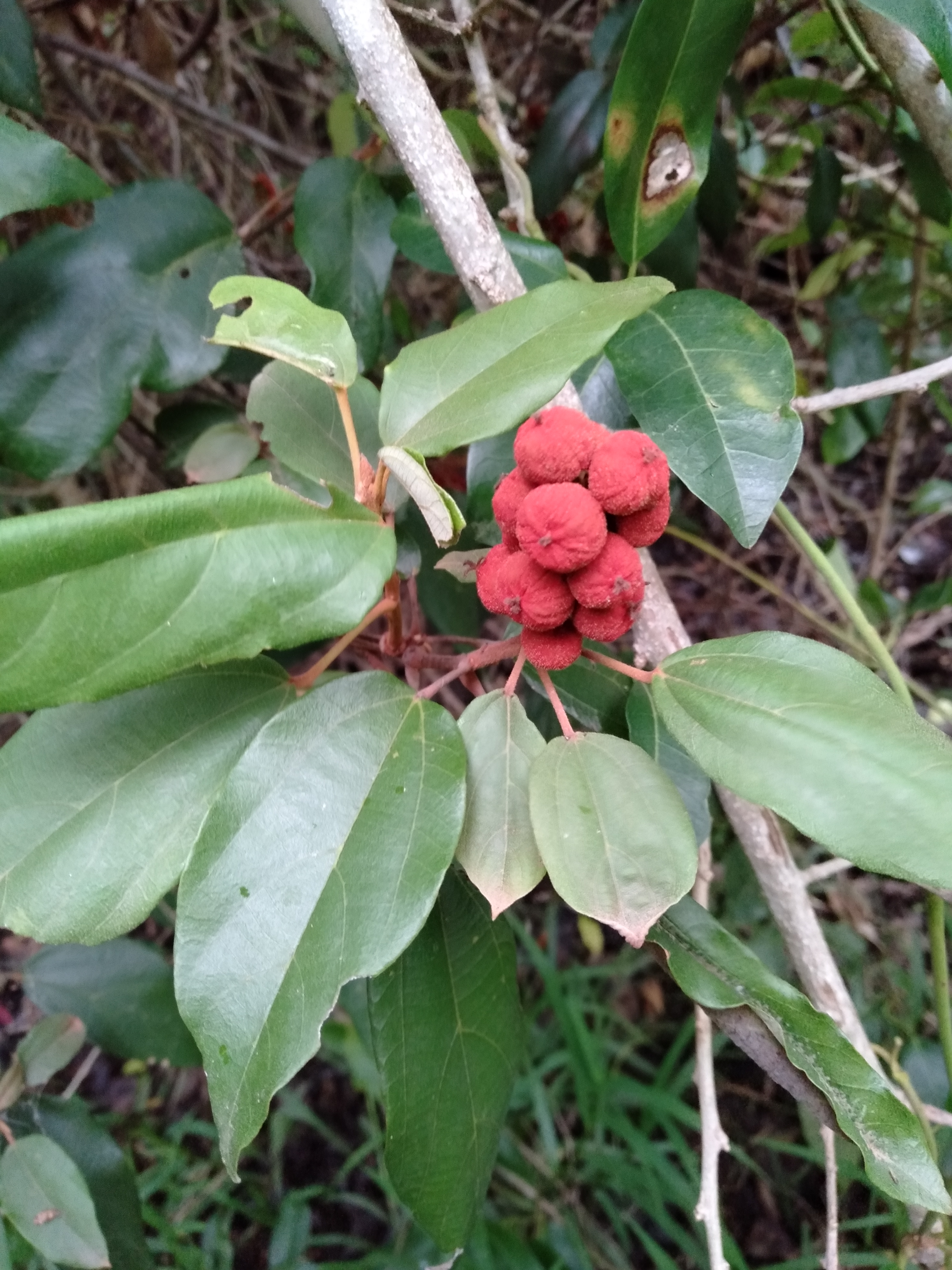
Plody Mallotus philippensis, zdroj červeného barviva kamala
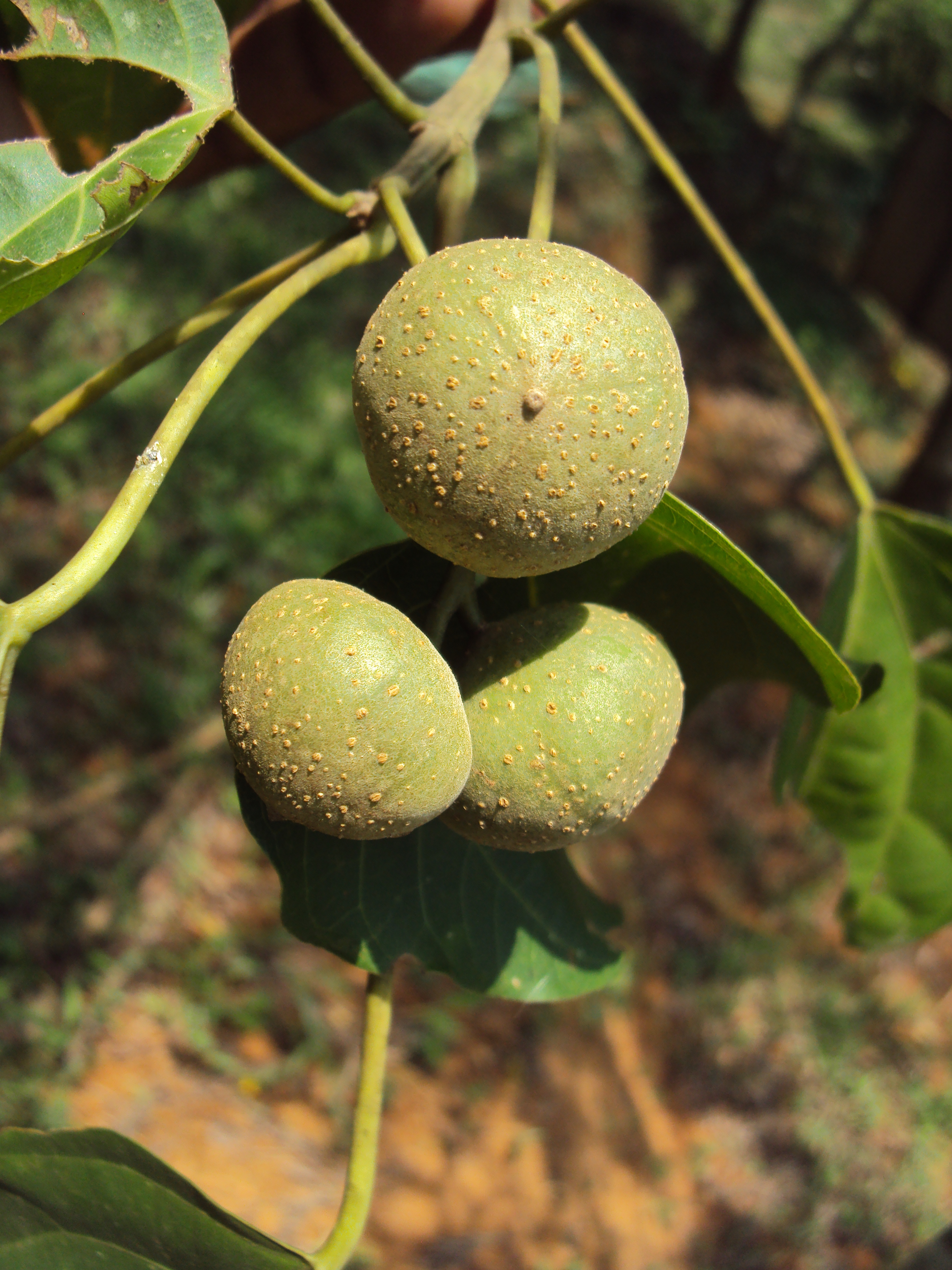
Plody Mallotus nudiflorus s jedlou dužninou